# Rovná (Boemia meridionale)
Rovná è un comune della Repubblica Ceca facente parte del distretto di Strakonice, in Boemia Meridionale.